# Gotlands runinskrifter 291
G 291 är en medeltida (mitten av 1200-t) inskrift i kyrkvägg i Hellvi kyrka, Hellvi socken och Gotlands kommun på Gotland. Det är den enda konstnärssignatur på gotländska kyrkor, som väckt stort intresse bland konst- och arkitekturhistoriker.

## Inskriften
Inskriften ristades på kyrkportalens utsida i huggen kalksten, som bildar överdelen av en valvformig port in i kyrkans kor. Ristningen är 3-3,5 m över golvytan. Runhöjd är 3 cm. 
Translitterering av runraden:
lafranz botuiðar sun maistera gerði kirkiu þisa : af yskilaim
Normalisering till äldre fornsvenska:
Lafranz, Botviðaʀ sunn mæstara, gærði kirkiu þessa, af Æskelhæim.
Översättning till nusvenska:
Lafrans, mästare Botvids son gjorde denna kyrka. Han var från Eskelhem.
J. Liljegren tolkade år 1832 inskriften som "Laurens Botvidsson, mästare från Eskelem, byggde denna kyrka". Men både Otto von Friesen och S. B. F. Jansson tolkar G 291 på samma sätt. Med utgångspunkt från stilen i Hellvi kyrka har man skapat konstnärsgruppen Dominicophilus, bland vilka Lafrans Botvidsson antas ha varit den främste. Hans far, mäster Botvid, hade troligen samma yrke som sonen.